# Asztrológia

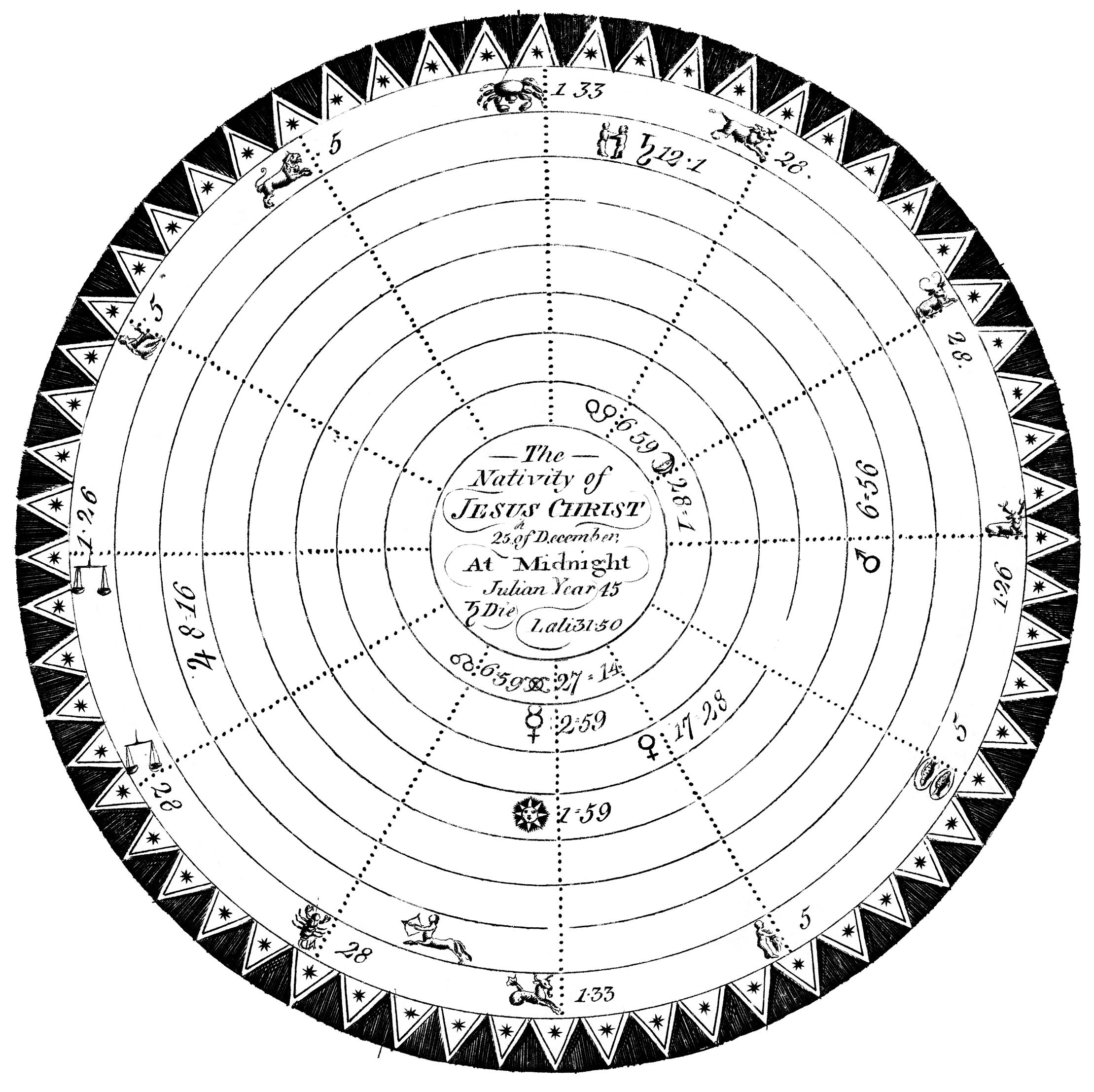
Jézus Krisztus horoszkópja Ebenezer Sibly könyvében

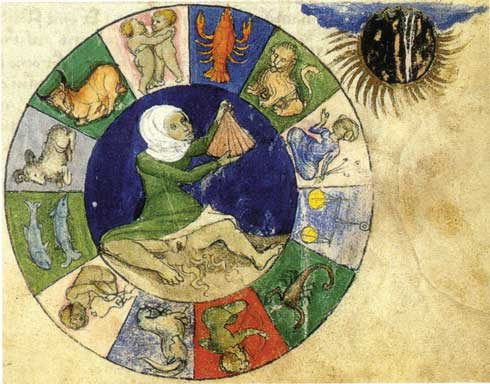
Asztrológiai ábrázolás ismeretlen szerző

Az asztrológia vagy csillagjóslás (görögül αστρολογία) kifejezés a görög asztron, 'csillag' és logosz, 'szó, tudomány' szavakból ered. Az úgynevezett ezoterikus tanok egyike, és feladata a bolygók állásából egy adott időpontban bekövetkezett esemény (legtöbbször egy személy születése) sorsának minél pontosabb meghatározása. Tudománytörténeti szempontból, mint egykor a csillagászat része, érdemes tanulmányozni, az asztrológia maga azonban áltudomány. Az asztrológusok ugyanis több ezer éve hangoztatják, hogy a bolygók mozgása befolyásolja az emberek sorsát, de ezt a feltételezést semmilyen bizonyíték nem támasztja alá. Kijelenthető, hogy az asztrológia megközelítési módja, összefüggései és eredményei tudománytalanok.

## Keletkezése
Az éjszakai égbolt tanulmányozása az emberiség ősi tevékenysége. A legtöbb civilizációban félelemmel vegyes érdeklődés alakult ki az égi jelenségek szabályos ismétlődése iránt. A korai megfigyelők a környezetükben zajló folyamatok magyarázatát keresték az égen, mítoszokkal és legendás hősökkel népesítették be a csillagok világát. Ezek később egységes mitológiává forrtak össze, majd vallássá alakultak azt hangoztatva, hogy az égi és földi világ egymás tükörképei, misztikus kapcsolat áll fenn közöttük. Ezzel párhuzamosan azonban pontos és rendszeres leírások is születtek a megfigyelésekről, amelyek hatalmas mennyisége és tudományos elemzése hozzájárult a csillagászat fejlődéséhez.

## Története
Az asztrológia kialakulását az európai hagyományok elsősorban Mezopotámia (Kr. e. 8. század), illetve Babilónia (Kr. e. 5. század) papságához kötik. Ennek nyomán alakult ki az asztrológia az ókori Görögországban a 2. században, valamint a hellenizmus idején a Közel-Kelet jó részén. Európán kívül Indiában, Kínában, valamint az aztékoknál és a majáknál is alkalmazták.

### Alapelve, alapművei

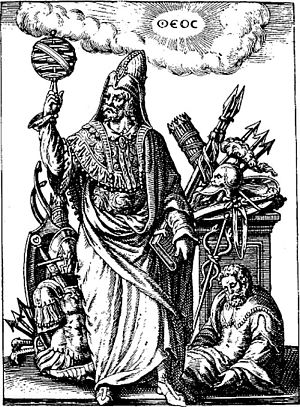
Hermész Triszmegisztosz

Alapelve a Hermész Triszmegisztosz nevéhez kötődő Smaragdtábla tétele: Quod est inferius, est sicut quod est superius, et quod est superius est sicut quod est inferius ad perpetranda miracula rei unius – ami lent van, az megfelel annak, ami fent van, és ami fent van, az megfelel annak, ami lent van, hogy az egyetlen varázslatának műveletét végrehajtsd.
- Az első ismert asztrológiai mű a mezopotámiai II. Szargon (Kr. e. 722–705) 72 részből álló műve volt.
- Klaudiosz Ptolemaiosz a 2. században írta Tetrabiblos művét, mely évszázadokig alapmű maradt.
- A 4. században adta ki Firmicus Maternus Libri Matheses művét.
- Regiomontanus Esztergomban befejezett Tabulae directionum című munkájában az égitestek befolyásain kívül közli a horoszkóp 12 házának számítási módját, a régi Campanus-féle módszer figyelembevételével, és egy, az asztrológiában nélkülözhetetlen csillagászati táblázatot is felállít. Prognózisában többek szerint előre megírta az 1789-es francia forradalom idejét és eseményeit.

## Ágazatai

### Asztrológiai pszichológia
Az asztrológia pszichológiainak nevezett irányzata Bruno Huber és felesége, Louise Huber nevéhez fűződik. 

### Születési asztrológia (genetlialógia, natális asztrológia)
A születési asztrológus a percre pontos születési idő és a születési hely alapján számítja ki a születési horoszkópot, amelyet az emberi személyiség és karma archetipikus reprezentációjának tekint.

### Egyetemes v. mundánasztrológia
- asztrometeorológia, természeti asztrológia
- történeti asztrológia

### Bulvárasztrológia
A médiában elterjedt asztrológiai rovatok elsődleges célja a média olvasottságának növelése. Az itt közzétett információk általában túlságosan általánosak, semmitmondóak (csak a születési csillagjegyet veszik figyelembe), ellenben közérdeklődésnek örvendenek. A születési dátum (és nem pontos időpont) alapján, kizárólag a Nap helyzetére referálva fogalmaz meg állítást, ami olyan mértékű redukálása az asztrológia által hagyományosan figyelembe vett komponenseknek, ami már a vonatkoztatás pontosságát lehetetleníti el. Akkor sem lehet pontos, ha tanult asztrológus fogalmazza meg, mert nem személyre szabott.

## Az asztrológiai tanok

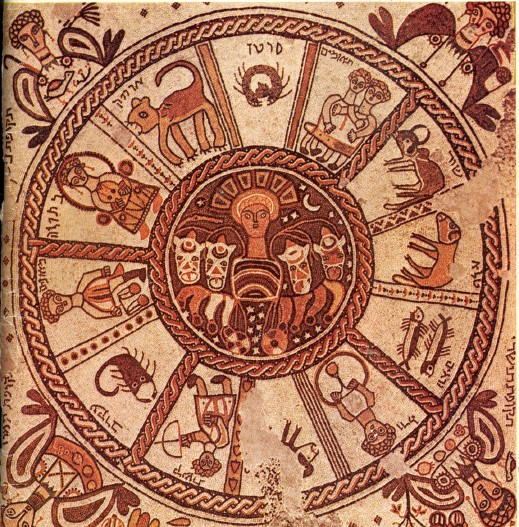
A Zodiákus a 6. századi izraeli Beit Alpha zsinagógából

Az asztrológia szimbólumrendszerként használja fel a bolygókat, a csillagokat, a csillagképeket. Általában az összes asztrológiáról (európai, kínai és közép-amerikai indián) elmondható, hogy az égbolt egy szakaszát, a zodiákust (az ekliptika alatt és felett 20-20°-nyi széles, összesen tehát 40° széles sáv) felosztja állatövi jegyekre, melyek az adott kultúra naptárát is meghatározzák. Különösen igaz ez a kínai naptárra. Az állatövi jegyeket társítani szokták a bolygók helyzetével is. Az ókorban öt bolygót ismertek, ezeket az öt alapvető jellemmel egyeztették. Az európai és a kínai asztrológia is kapcsolatot teremt az állatövi jegyek, jellemek és elemek között. Azonban míg Nyugaton négy elemet (föld, tűz, levegő, víz) ismernek, Kínában ötöt (föld, fém, fa, víz, tűz).
A „nyugati” néven elterjedt (babilóniai) asztrológiában 12 állatövi jegy, 10 bolygó (eredetileg csak hét, melybe szimbolikusan a Nap és a Hold is beletartozott) és 12 úgynevezett horoszkópház van. A 12 állatövi jegy neve egyezik az állatöv 12 csillagképével. Helyzetük azonban eltolódott, mivel a csillagképek nagysága változó, a jegyek azonban egységesen 30° kiterjedésűek. Mozgásukat az őszpont és tavaszpont eltolódásának iránya határozza meg. A Kos csillagjegy pl nem a Kos csillagképben van, hanem a Vízöntőben. Az asztrológiai házakhoz külön házszámítási módszerek tartoznak (például Placidus, Regiomontanus, Campanus módszerei). A házak, jegyek és bolygók helyzete illetve egymással bezárt szögkapcsolata alapján végeznek számításokat. Ezek együttes kölcsönhatásainak elemzésével lehet vizsgálni a szülött jellemét, illetve haladó fokon egyes életeseményeit, köznapi szóhasználattal: a „jövőjét”.

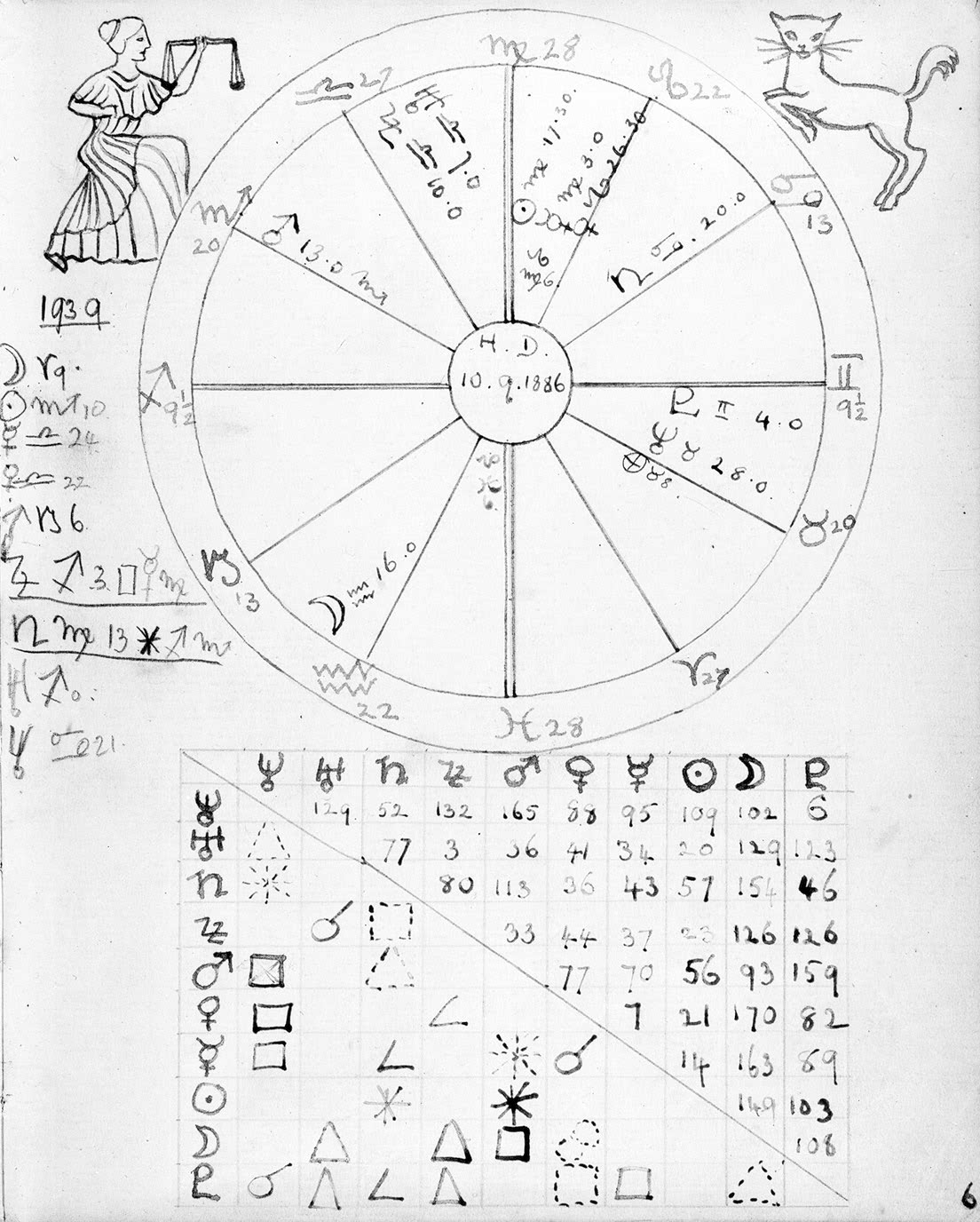
Kézzel rajzolt horoszkóp

Az asztrológia vizuális megjelenítési formája a horoszkóp. A „horoszkóp” szó pontos jelentése: „óra-kép”, mely alatt a Nap, a Hold és a bolygók egy megadott időpontban a Föld egy megadott pontjáról látható (tehát látszólagos) elhelyezkedését értjük az állatövön. A vizsgált égitestek látszólagos égi pozíciójának pontos kiszámításához szükséges az alany születési helye, és ideje: éve, hónapja, napja, órája és perce. Az úgynevezett újsághoroszkópok ezen adatok helyett csak a Nap zodiákusban elfoglalt állatövi jegy szerinti pozícióját tárgyalják, így ezek nem részletes, személyes horoszkópok.
Még kevéssé ismert az antropozófia által bevezetett úgynevezett asztrozófia.
Az asztrológiai tanításoknak számos értelmezése létezik.
Az asztrológia az ezoterika (ezoterikus tudás) egy alkalmazása, annak egy vetülete. Az asztrológia nézetei szerint a csillagok nem határozzák meg, determinálják az egyes ember életét, hanem csak egy lehetőséget biztosítanak bizonyos összefüggések felismerésére, az egyén belső természetének, illetve előtte álló „feladatainak” megismerésére. (Azon módszerek, melyek ugyanezt az eredményt nem a csillagok, hanem más segítségével érik el az ezoterika más-más területein találhatóak meg.) A megismert tények nem konkrét eseményeket írnak elő, nem a jövőt mondják meg, hanem azt, hogy az egyénnek milyen (általában jellemfejlődési) feladatai vannak, melyeket szabad akarata szerint valósíthat meg, vagy akár próbálhat elkerülni.
Az asztrológia szerint a születési horoszkóp (radix) mutatja a személyt legmarkánsabban meghatározó jegyeket, az egyénben rejlő lehetőségeket és az előtte álló feladatokat. Minél pontosabb időt vesz figyelembe a horoszkóp, annál aprólékosabb, részletesebb az eredmény, ezért igen jelentős eltérések mutatkozhatnak a csak a születés hónapját vagy napját figyelembe vevő (úgynevezett) horoszkópok és a percre pontosan kiszámított horoszkópok között, melyek nem csak a Nap pozícióját, hanem az összes asztrológiai objektum helyzetét és kölcsönös elhelyezkedését is figyelembe veszik.
Mivel a horoszkóp egy adott „dolog” jellegzetességeit és várható „sorsát” próbálja meghatározni, ezért nem csak személyeknek, de bármilyen számunkra fontos eseménynek is lehetséges horoszkópot készíteni, például egy új, nagy feladat előtt (például: cégalapítás, vagy akár űrutazási program beindítása).
Az év felosztása a nyugati asztrológiában:
- Bak (december 22. – január 19.)
- Vízöntő (január 20. – február 18.)
- Halak (február 19. – március 20.)
- Kos (március 21. – április 19.)
- Bika (április 20. – május 20.)
- Ikrek (május 21. – június 21.)
- Rák (június 22. – július 22.)
- Oroszlán (július 23. – augusztus 22.)
- Szűz (augusztus 23. – szeptember 22.)
- Mérleg (szeptember 23. – október 22.)
- Skorpió (október 23. – november 21.)
- Nyilas (november 22. – december 21.)

A zodiákus jegyek határainak kiszámításánál nem elegendő a hónap-nap szerinti felosztás, mert nem mindig éjfélkor vált zodiákus jegyet a Nap. A nyugati asztrológia idő alapú számítási módszerrel dolgozik. Ez azt jelenti, hogy a zodiákus kör 12 egyenlő részre van felosztva, a tavaszi napéjegyenlőség pillanatától kezdve. Mivel ez a pillanat évente változik, a zodiákus kör is minden évben újra kiszámításra kerül.
Példa:
2000.06.21-én 03:48-kor váltott át Ikrek jegyből Rák jegybe a Nap. (Budapest)
2021.06.21-én 05:33-kor váltott át Ikrek jegyből Rák jegybe a Nap. (Budapest)

## Megítélése

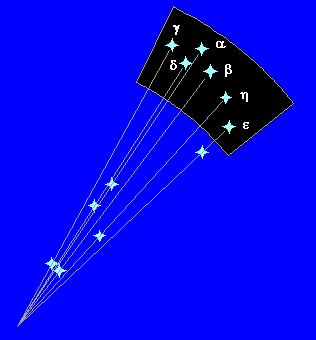
A Delfin csillagkép

Az asztrológia alapvető problémája, hogy egyik fő fogalmának, a csillagképeknek a valósága más, mint a látszatuk. A csillagkép csillagai közel azonos látóirányba esnek, de tőlünk és egymástól a legkülönbözőbb távolságban lehetnek. Ez látható a jobb oldali ábrán, a Delfin csillagképpel illusztrálva. Két csillag – β és γ – a valóságban csak olyan távol van egymástól, mint a Napunk és az alfa Centauri (a hozzánk legközelebbi csillag), ezzel szemben az egymás mellett levőnek látszó η és ε csillag távolsága valójában tízszer ennyi, 40 fényév.
Az asztrológia megítélése minden korban vitatott volt, már a pogány Rómában is előfordult, hogy a városból kitiltották az asztrológusokat; és a felvilágosodás előtti Európában is sokszor mint „pogányságot” elítélték. Hívei arra is hivatkoznak, hogy számos kiváló tudós foglalkozott vele, például Johannes Kepler is, de ide sorolhatjuk a magyar Győrffy László hadbíró ezredest is, aki mai ismereteink szerint az első magyar asztrológiai tankönyv szerzője volt. Ezek a példák azonban még az asztrológia és az asztronómia, azaz a tudományos csillagászat elválása előtt időkre vonatkoznak.

### Tudományos kritikája
Az asztrológia kritikája elsősorban tudományos oldalról történik, és a tudományos módszer elemeit kérik számon. Ennek megfelelően az empirikus igazolást hiányolják és az elméleti problémákat kritizálják.
A kritikáknak ez a fajtája feltételezi, hogy az asztrológia magát tudománynak definiálja (a „modern tudomány” értelemben, nem pedig az „adott témában összegyűjtött tudás halmaza” értelemben). Mivel az asztrológiát művelők nagyon változatosan véleményezik ezt a kérdést, valamint az ezoterikus tanok alapja – saját bevallása szerint, amúgy a legtöbb vallási rendszerhez hasonlóan – a „nem tudományos” (szellemi, emberközpontú) megközelítés, így nehezen eldönthető ezen kritikák alkalmazhatósága. A kritikák egy része olyan pontokat cáfol meg (például „valódi jóslás-e az asztrológia”, „a csillagok nem befolyásolják az egyéneket”) melyeket nem az asztrológia, hanem a valójában az asztrológiával kapcsolatosan tájékozatlan közhiedelem állít.

#### Elméleti problémák
Az asztrológia mint elmélet kritikusai nem állja ki a bizonyíthatóság próbáját. Első gond, hogy az asztrológiának tulajdonképpen nincs egy pontosan leírt elmélete. Vannak, akik szerint a születési időpont a releváns, vannak, akik szerint a fogantatás időpontja. Az időpont percnyi pontossággal kell, a csillagjegyekkel operáló teljesen durva „horoszkópok”, melyek többnyire magazinokban jelennek meg, komolytalanok és a tanult asztrológusok el sem fogadják őket.
A következő gond, hogy az asztrológia általában nem mondja meg, mit is tud jósolni.
Amennyiben a csillagok állása és az emberi sorsok valamilyen tulajdonsága között bármilyen összefüggés lenne, akkor jelenlegi tudományos elvárásaink szerint valamelyik irányba kellene lennie egy hatásnak, vagy egy közös harmadik „oknak”. Mindegyik variációban a hatásmechanizmus ismeretlen, illetve lehetetlen a jelenlegi fizikai és matematikai ismereteink szerint.

#### Empirikus problémák
Az asztrológia tudományos kísérletekben soha nem tudta bizonyítani cáfolhatatlanságát (falszifikáció). A sok közül az egyik híres kísérlet során 28 asztrológust kértek fel több mint 100 születési horoszkóp elemzésére, miután megegyeztek a kettős vak vizsgálat részleteiben. A kísérlet eredményeként tanulmányt jelentettek meg 1985-ben a Nature folyóiratban, amelyben kifejtették, hogy a horoszkópok és a valóság közötti egyezés aránya nem haladta meg a puszta véletlennek tekinthető arányt, ami világosan megcáfolta az asztrológiai hipotézist.

## Jelentős asztrológusok

### Hellenisztikusok
- Bérósszosz babilóni asztrológus, aki Kósz szigetén alapított iskolát Kr. e. 275 körül
- Manilius
- Thraszüllosz
- Balbillosz, Thraszüllosz fia
- Szidóni Dórotheosz, nagy hatással volt az arabul író szerzőkre.
- Athéni Antiokhosz
- Ptolemaiosz Klaudiosz, hatása elsősorban a reneszánsz asztrológusokra volt nagy.
- Vettius Valens
- Porphüriosz
- Firmicus Maternus
- Alexandriai Paulosz
- Thébai Héphaisztión
- Olümpiodórosz
- Rhétoriosz
- Edesszai Theophilosz

### Perzsa-arab és középkori asztrológusok
- Másáalláh
- Omar at-Tabari
- Abu-Maasar
- Al-Bírúni
- Ábrahám ibn Ezra
- Guido Bonatti
- Albertus Magnus
- Johannes Campanus

### Reneszánsz asztrológusok
- Regiomontanus
- Ilkus Márton
- Paracelsus
- Nostradamus
- Tycho Brahe
- Johannes Kepler
- Girolamo Cardano
- Francesco Giuntini
- Jean Baptiste Morin de Villefranche
- Placidus de Titis
- Claude Dariot
- William Lilly

### Újkor
- Karl Brander-Pracht
- Friedrich Schwickert (Sindbad)
- Erich Carl Kühr
- Paul Regenstreif
- Győrffy László
- Baktay Ervin
- László András
- Kecskés Péter
- Evangeline Adams
- John Frawley
- Dubravszky László
- Stephen Arroyo

### Jelenkor
- Janák Lajos
- Kalo Jenő
- Peter Orban
- Takács Tibor
- Trentai Gábor
- Bertalan Éva
- Furár Edit